# 한성준
한성준(韓成俊, 1874년 6월 12일 ~ 1942년 7월)은 대한제국 조선 왕조 말기의 판소리 고수이자 민속무용가이다.

## 생애
본관은 청주(淸州)이며 조선 충청도 홍성 출생이다.
박순조의 제자가 되어 북을 배웠으며, 북을 잘 쳐 명성이 높았다. 1933년 조선성악연구회를 창설하여 후진 양성에 힘썼다. 노래·민속 무용에도 뛰어났다. 1937년 '조선음악무용연구소'를 열고 검무(劍舞)·승무(僧舞)·남무(男舞)·한량무(閑良舞) 등 한국 고전무용을 후진들에게 전수했다. 1940년 '조선무용발표회'를 열었고, 1941년 일본의 '모던 니혼 사'가 제정한 '조선예술상' 중 무용 부문상을 탔다. 만년에는 민속 무용에 전념하였으며 특히 학춤에 뛰어났다.
혼란스러운 정세 속에서도 흩어져 있거나 사장되어 가는 한국 고전무용을 집대성하여 계승·발전시킨 공적이 높이 평가되고 있다.

## 소속
- 前 조선음악무용연구소 소장

## 가족 및 친척 관계
- 외할아버지: 백운채(白雲彩) - 아명(兒名)은 백설채(白雪彩)
  - 아버지: 한천호(韓天昊)
    - 자신: 한성준(韓成俊)
      - 아들: 한희종(韓熙宗) - 한영숙의 친정아버지.
        - 손녀: 한영숙(韓英淑) - 한국무용가.
        - 손녀사위: 황병렬(黃炳烈) - 아코디언 연주가. 한국무용가 한영숙의 부군.
          - 외증손녀: 김완선

    - 사돈: 임방울(林芳蔚) - 판소리 명창. (임방울의 사위들 가운데 한 사람이 한성준 친손녀 한영숙의 7촌 조카.)